# Стріличанська сільська рада
Стріличанська сільська рада (Стреличанська сільська рада) — колишня адміністративно-територіальна одиниця та орган місцевого самоврядування у Сумському районі Сумської округи та Сумської області Української РСР з адміністративним центром у селі Єлисеївків (Єлисеєнків).

## Населення
Відповідно до перепису населення СРСР, станом на 17 грудня 1926 року, чисельність населення ради становила 1 778 осіб, з них, за статтю: чоловіків — 878, жінок — 900, переважна національність — українська. Кількість господарств — 372, з них несільського типу — 39.

## Історія та адміністративний устрій
У 1928 році сільська рада входила до складу Сумського району Сумської округи, їй підпорядковувалися хутори Білинський (81 житель, 19 дворів), Бровків (Бедарів, 157 жителів, 31 двір, 2 версти до центру сільради), Бульбівщина (Турків, 159 жителів, 31 двір та 3 версти від сільради), Єлисеєнків (Стріличний, 247 мешканців, 42 двори), Любачів (Костюківський, 244 мешканці, 48 дворів, 1 верста від сільради), Ополонський (Степанівський, 271 особа, 53 двори, 1,5 версти від сільради), Пашків (41 житель, 7 дворів, 1,5 версти від сільради), Росоховатий (84 особи, 16 дворів, 3 версти від сільради), Шапошників (239 жителів, 51 двір, 3 версти від сільради), сільце Москалівщина (170 мешканців, 36 дворів, 2 версти) та Досвідна станція (85 мешканців, 38 дворів, 2 версти від сільради).
Станом на 1 вересня 1946 року сільська рада входила до складу Сумського району Сумської області, на обліку в раді перебували с. Єлисеївків, хутори Бульбівщина, Волжин, Любачів, Москалівщина, Нагірний, Никонців, Шапошників та Дослідна станція.